# Референдум щодо членства Королівства Данії в Європейських Співтовариствах (1972)

Результати по номінаційному округу та виборчому округу.
Так:
50–55%
55–60%
60–65%
65–70%
70%+
Ні:
50–55%
55–60%
60–65%
65–70%
70%+

2 жовтня 1972 року в Королівстві Данія відбувся референдум про вступ до Європейського економічного співтовариства. Результат склав 63,3 % «за» при явці 90,1 %. Закон про те, що Данія повинна бути членом ЄЕС, був прийнятий 11 жовтня 1972 року, а Данія стала членом 1 січня 1973 року.

## Передумови
Згідно зі статтею 20, розділом 2 Конституція Королівства Данія, будь-який закон, який обмежує суверенітет данської держави (як членство в ЄЕС), має бути прийнятий парламентом Данії 5/6 членів парламенту, які голосують за закон. Якщо більшість членів проголосує за закон, але не більшістю 5/6, і уряд бажає підтримати запропонований закон, закон все одно може бути прийнятий на публічному референдумі, як це було під час референдуму 1972 року.
Згідно з дослідженням 2022 року, муніципалітети, які зазнали більшого насильства з боку Німеччини під час німецької окупації Данії під час Другої світової війни, частіше голосували проти приєднання до ЄЕС.

## Результати
| Вибір                      | Голосів   | %    |
| -------------------------- | --------- | ---- |
| За                         | 1 958 043 | 63,3 |
| Проти                      | 1 135 755 | 36,7 |
| Недійсні/пусті голоси      | 19 323    | –    |
| Усього                     | 3 113 121 | 100  |
| Зареєстровані виборці/явка | 3 453 763 | 90,1 |
| Джерело: Nohlen & Stöver   |           |      |